# Caperucita Encarnada (historieta)
Caperucita Encarnada fue una serie de historietas desarrollada por Edgar a partir de 1956 y hasta 1984 para la revista "Pumby" de la Editorial Valenciana. Solía ocupar a todo color la contraportada de la revista, con tal éxito que se editó también en forma de cuentos troquelados y tebeos monográficos.

## Argumento, estilo y valoración
La serie como tal presentaba un argumento muy simple, casi naif, con el Lobo intentando fastidiar a Caperucita y sus amigos Tortuguita y Conejín, pero sin triunfar jamás. Para el investigador Pedro Porcel constituye un microcosmos poético que lo emparenta con Los garriris de Javier Mariscal. Para Juan Antonio Ramírez, sin embargo, la serie carece de la calidad humorística necesaria, pero destaca por la originalidad de su trazo anguloso.